# Tony Orlando and Dawn
Tony Orlando and Dawn (también conocido como Dawn) es un grupo de música pop estadounidense que fue popular en la década de 1970, compuesto por el cantante Tony Orlando y el grupo de coros Dawn (Telma Hopkins y ). Sus éxitos característicos incluyen "Tie a Yellow Ribbon Round the Ole Oak Tree", "Cándida", "Knock Three Times", "Say, Has Anybody Seen My Sweet Gypsy Rose" y "He Don't Love You (Like I Love You)".

## Historia
Tony Orlando nació como Michael Anthony Orlando Cassavitis el 3 de abril de 1944 y grabó durante la década de 1960 con un éxito moderado en las listas.
Mientras trabajaba como ejecutivo musical con Columbia Records y April-Blackwood Music., Orlando recibió "Cándida", una canción que otros productores y cantantes habían rechazado. Originalmente, Orlando no podía prestar su nombre a la canción, ya que estaba trabajando para April-Blackwood y grabar bajo su nombre sería un conflicto de intereses profesionales. Bell Records lanzó el sencillo como interpretado por la banda "Dawn" para proteger la posición de Orlando. 
El conjunto grabó el álbum de 1970 Cándida, que incluía la canción homónima y "Knock Three Times", que alcanzó el número 1 en el Billboard Hot 100 en enero de 1971. En el episodio de radio American Top 40 de la semana que terminó el 23 de enero de 1971, Casey Kasem identificó a Dawn como un grupo de ocho miembros de Filadelfia, lejos de la verdad sobre los músicos del disco.
Bell Records estaba desesperada por presentar un espectáculo real para promocionar los discos de Dawn. Orlando le pidió a las ex coristas de Motown/Stax Telma Hopkins y Joyce Vincent Wilson que lo acompañaran en Dawn. El trío se fue de gira en 1971, con el éxito de "Cándida" y "Knock Three Times". Después de una gira por Europa, Hopkins y Vincent asumieron las funciones vocales de fondo en el estudio, grabando por primera vez en el álbum de finales de 1971 Dawn Featuring Tony Orlando. El primer sencillo con sus voces de fondo fue  Runaway/Happy Together" en 1972.
El grupo, anunciado ahora como "Dawn featuring Tony Orlando", lanzó otro sencillo en 1973 que se convirtió en su siguiente número 1: "Tie a Yellow Ribbon 'Round the Ole Oak Tree". En términos de ventas, este sencillo fue el más exitoso en la carrera del grupo, iniciando una serie de once apariciones consecutivas en el Hot 100 del grupo.
CBS le dio a Orlando un programa de variedades de televisión, titulado "Tony Orlando and Dawn", desde el verano de 1974 hasta diciembre de 1976. El programa contaba con sketches que presentaban bromas sarcásticas de ida y vuelta entre Orlando, Hopkins y Vincent y se convirtió en un éxito Top 20. Durante la temporada televisiva de 1976-1977 el programa se tituló "The Tony Orlando and Dawn Rainbow Hour" .
El grupo se separó en 1977 y se volvieron a reunir en 1988 para una gira de cinco semanas que duró hasta 1993. Tony Orlando y Dawn se reúnen ocasionalmente para actuaciones televisivas y benéficas. Telma Hopkins y Joyce Vincent Wilson se unieron a Tony Orlando en el escenario en su último concierto (de despedida) el 22 de marzo de 2024 en el Mohegan Sun Arena en Uncasville, Connecticut.

## Discografía
- Cándida (1970)
- Dawn Featuring Tony Orlando (1971)
- Tuneweaving (1973)
- Dawn's New Ragtime Follies (1973)
- Prime Time (1974)
- He Don't Love You (Like I Love You) (1975)
- Skybird (1975)
- To Be With You (1976)
- Christmas Reunion (2005)